# Kreis Lucens
| Kreis Lucens           | Kreis Lucens       |
| Basisdaten             | Basisdaten         |
| ---------------------- | ------------------ |
| Staat:                 | Schweiz            |
| Kanton:                | Waadt (VD)         |
| Bezirk:                | Moudon             |
| Hauptort:              | Lucens             |
| Fläche:                | 45,85 km²          |
| Einwohner:             | 5'956 (31.12.2023) |
| Bevölkerungsdichte:    | 130 Einw. pro km²  |
| Aufgehoben am:         | 31. Dezember 2006  |
| Karte                  |                    |
| Karte von Kreis Lucens |                    |

Der Kreis Lucens (französisch Cercle de Lucens) war bis zum 31. August 2006 eine Verwaltungseinheit des Bezirks Moudon im Kanton Waadt in der Schweiz. Sitz des Kreisamtes war Lucens.
Der Kreis umfasste 14 Gemeinden und war 45,85 km² gross. Die Gemeinden des ehemaligen Kreises zählten Ende 2023 5'956 Einwohner.
| Wappen               | Name der Gemeinde    | Einwohner (31. Dezember 2023) | Fläche in km² | Einw. pro km² |
| -------------------- | -------------------- | ----------------------------- | ------------- | ------------- |
| Brenles              | Brenles              | 144                           | 3,85          | 37            |
| Chesalles-sur-Moudon | Chesalles-sur-Moudon | 169                           | 1,65          | 102           |
| Cremin               | Cremin               | 58                            | 1,63          | 36            |
| Curtilles            | Curtilles            | 306                           | 4,96          | 62            |
| Denezy               | Denezy               | 128                           | 3,79          | 34            |
| Dompierre            | Dompierre (VD)       | 253                           | 3,21          | 79            |
| Forel-sur-Lucens     | Forel-sur-Lucens     | 152                           | 2,84          | 54            |
| Lovatens             | Lovatens             | 141                           | 3,47          | 41            |
| Lucens               | Lucens               | 3'993                         | 7,86          | 508           |
| Neyruz-sur-Moudon    | Neyruz-sur-Moudon    | 119                           | 3,52          | 34            |
| Oulens-sur-Lucens    | Oulens-sur-Lucens    | 52                            | 1,59          | 33            |
| Prévonloup           | Prévonloup           | 226                           | 1,84          | 123           |
| Sarzens              | Sarzens              | 80                            | 1,45          | 55            |
| Villars-le-Comte     | Villars-le-Comte     | 135                           | 4,19          | 32            |
| Total (14)           | Total (14)           | 5'956                         | 45,85         | 130           |